# Juslapeña
Juslapeña en espagnol ou Txulapain en basque est une municipalité de la communauté forale de Navarre, dans le Nord de l'Espagne.
Elle est située dans la zone linguistique mixte de la province, dans la mérindade de Pampelune et à 12 km de celle-ci. Le secrétaire de mairie est aussi celui d'Atetz.
Le nombre d'habitants en 2004 était de 491 et en 2020 de 568.

## Géographie
La municipalité est composée de villages comme suit:
| Nom officiel du village (en basque) | Pop. (2006) |
| ----------------------------------- | ----------- |
| Arístregui (Ariztergi)              | 24          |
| Beorburu                            | 29          |
| Garciriáin-Gartziriain              | 37          |
| Larráyoz (Larraiotz)                | 17          |
| Marcaláin (Markalain)               | 57          |
| Navaz (Nabatz)                      | 49          |
| Nuin                                | 37          |
| Ollacarizqueta-Ollakarizketa        | 104         |
| Osácar (Otsakar)                    | 19          |
| Osinaga (Osinaga)                   | 31          |
| Unzu (Untzu)                        | 37          |

## Démographie
| Évolution démographique                                   | Évolution démographique | Évolution démographique | Évolution démographique | Évolution démographique | Évolution démographique | Évolution démographique | Évolution démographique | Évolution démographique | Évolution démographique | Évolution démographique | Évolution démographique | Évolution démographique |
| 1897                                                      | 1900                    | 1910                    | 1920                    | 1930                    | 1940                    | 1950                    | 1960                    | 1970                    | 1981                    | 1991                    | 2001                    | 2011                    |
| --------------------------------------------------------- | ----------------------- | ----------------------- | ----------------------- | ----------------------- | ----------------------- | ----------------------- | ----------------------- | ----------------------- | ----------------------- | ----------------------- | ----------------------- | ----------------------- |
| 631                                                       | 702                     | 775                     | 814                     | 818                     | 701                     | 688                     | 636                     | 450                     | 415                     | 424                     | 494                     | 566                     |
| Sources: Juslapeña et instituto de estadística de navarra |                         |                         |                         |                         |                         |                         |                         |                         |                         |                         |                         |                         |

### Sources
- (es) Cet article est partiellement ou en totalité issu de l’article de Wikipédia en espagnol intitulé « Juslapeña » (voir la liste des auteurs).